# Sean Yates
Sean Yates (nascido em 18 de maio de 1960) é um ex-ciclista profissional britânico e diretor esportivo.